# Сабич, Имре
И́мре Са́бич (венг. Szabics Imre; род. 22 марта 1981, Сегед) — венгерский футболист, нападающий; тренер.

## Карьера

### Клубная
Первой командой Сабича в 1990 году стал клуб «Сегед» из родного города Сегеда. В нём он провёл пять лет, пока не перешёл в 1995 году в команду «Ференцварош». В ней же в 1998 году он начал свою профессиональную карьеру. Через год Сабич перебрался в австрийскую Бундеслигу в клуб «Штурм» из города Граца. За «Штурм» Имре удалось выйти в финалы Кубка Австрии и Суперкубка Австрии, а также занять 2-е место в чемпионате Австрии сезона 1999/2000. Последний его сезон за австрийскую команду стал особо удачным: в 27 играх он забил 11 голов.
В 2003 году Сабичу предложили переехать в Германию, и летом этого же года он перебрался в «Штутгарт», выступающий в Первой бундеслиге. За новый клуб Имре отыграл 2 сезона, 49 раз выходил на поле и забил 14 голов (из них 7 матчей сыграл в Лиге чемпионов УЕФА сезона 2003/04, забив в ней 2 гола, а один из них — клубу «Манчестер Юнайтед»). После менее удачного сезона 2004/05, в котором он выходил в основном на замены, нападающий летом 2005 года переехал в другой клуб Бундеслиги — «Кёльн». Однако и здесь Сабич потерпел фиаско — в сезоне 2005/06 он выходил на поле 11 раз и забил всего лишь один гол. К тому же «Кёльн» вылетел во вторую бундеслигу, заняв лишь 17-е место в чемпионате. В связи с этим Имре в начале августа 2006 года пришлось подписать двухлетний контракт с другим клубом Бундеслиги — «Майнц 05». В первой половине сезона 2006/07 Сабич в основном выходил в стартовом составе своей команды, во второй же он чаще выходил на замены. Всего за «Майнц 05» нападающий провёл 20 игр, забив в них 2 мяча. Следующей командой Имре Сабича стал «Аугсбург», новичок второй бундеслиги (которому впервые с сезона 1982/83 удалось в неё выйти), с которой он подписал контракт летом 2007 года. Там он сыграл в восьми матчах на старте сезона, дважды забил, но затем получил серьёзную травму в конце сентября и пропустил очень много игр. За «Аугсбург» Сабич провёл 3 сезона, выйдя на поле в 52-х встречах и забив в них 8 мячей. 1 мая 2010 года стало известно, что нападающий возвращается в австрийский «Штурм», чтобы помочь клубу в сезоне 2010/11. Впоследствии Сабич вместе с командой выиграл этот чемпионат.

### В сборной
Дебютировал за сборную Венгрии 30 апреля 2003 года в товарищеском матче со сборной Люксембурга. В первой для себя игре (как и во второй) отличился дублем. В 2006 году прекратил свои выступления за сборную, но 3 июня 2011 года вновь вышел на поле в товарищеском матче сборной Венгрии против сборной Люксембурга. Второй дебют за сборную прошёл в аналогичной игре с аналогичным соперником, а Сабичу на 53-й минуте удалось забить единственный гол в матче, позволив своей сборной победить с минимальным счётом 1:0. Имре вышел на поле также и 7 июня 2011 года, в следующей игре сборной Венгрии в рамках отборочного турнира к Евро-2012 против сборной Сан-Марино, в которой забил один из голов своей команды, а матч закончился со счётом 3:0.

#### Матчи и голы за сборную
| №  | Дата             | Соперник       | Счёт | Голы Сабича | Турнир                             |
| 1  | 30 апреля 2003   | Люксембург     | 5:1  | 2           | Товарищеский матч                  |
| 2  | 7 июня 2003      | Латвия         | 3:1  | 2           | Матч отборочного турнира Евро-2004 |
| 3  | 11 июня 2003     | Сан-Марино     | 5:0  | 1           | Матч отборочного турнира Евро-2004 |
| 4  | 20 августа 2003  | Словения       | 1:2  | -           | Товарищеский матч                  |
| 5  | 10 сентября 2003 | Латвия         | 1:3  | -           | Матч отборочного турнира Евро-2004 |
| 6  | 11 октября 2003  | Польша         | 1:2  | 1           | Матч отборочного турнира Евро-2004 |
| 7  | 19 ноября 2003   | Эстония        | 0:1  | -           | Товарищеский матч                  |
| 8  | 18 февраля 2004  | Армения        | 2:0  | 1           | Товарищеский матч                  |
| 9  | 31 марта 2004    | Уэльс          | 1:2  | -           | Товарищеский матч                  |
| 10 | 28 апреля 2004   | Бразилия       | 1:4  | -           | Товарищеский матч                  |
| 11 | 4 сентября 2004  | Хорватия       | 0:3  | -           | Матч отборочного турнира ЧМ-2006   |
| 12 | 8 сентября 2004  | Исландия       | 3:2  | 1           | Матч отборочного турнира ЧМ-2006   |
| 13 | 9 октября 2004   | Швеция         | 0:3  | -           | Матч отборочного турнира ЧМ-2006   |
| 14 | 30 марта 2005    | Болгария       | 1:1  | -           | Матч отборочного турнира ЧМ-2006   |
| 15 | 31 мая 2005      | Франция        | 1:2  | -           | Товарищеский матч                  |
| 16 | 4 июня 2005      | Исландия       | 3:2  | -           | Матч отборочного турнира ЧМ-2006   |
| 17 | 24 мая 2006      | Новая Зеландия | 2:0  | 1           | Товарищеский матч                  |
| 18 | 30 мая 2006      | Англия         | 1:3  | -           | Товарищеский матч                  |
| 19 | 16 августа 2006  | Австрия        | 2:1  | -           | Товарищеский матч                  |
| 20 | 7 октября 2006   | Турция         | 0:1  | -           | Матч отборочного турнира Евро-2008 |
| 21 | 11 октября 2006  | Мальта         | 1:2  | -           | Матч отборочного турнира Евро-2008 |
| 22 | 3 июня 2011      | Люксембург     | 1:0  | 1           | Товарищеский матч                  |
| 23 | 7 июня 2011      | Сан-Марино     | 3:0  | 1           | Матч отборочного турнира Евро-2012 |
| 24 | 2 сентября 2011  | Швеция         | 2:1  | 1           | Матч отборочного турнира Евро-2012 |
| 25 | 6 сентября 2011  | Молдавия       | 2:0  | -           | Матч отборочного турнира Евро-2012 |
| 26 | 11 октября 2011  | Финляндия      | 0:0  | -           | Матч отборочного турнира Евро-2012 |
| 27 | 29 февраля 2012  | Болгария       | 1:1  | -           | Товарищеский матч                  |
| 28 | 1 июня 2012      | Чехия          | 2:1  | -           | Товарищеский матч                  |
| 29 | 4 июня 2012      | Ирландия       | 0:0  | -           | Товарищеский матч                  |

Итого: 29 матчей / 12 голов; 13 побед, 4 ничьи, 12 поражений.
(откорректировано по состоянию на 5 июня 2012)

## Достижения
«Штурм»
- Чемпион Австрии: 2010/11
- Вице-чемпион Австрии: 1999/2000
- Финалист Кубка Австрии: 2002

«Штутгарт»
- Финалист Кубка немецкой лиги по футболу: 2005

### Личные
- Футболист года в Венгрии: 2003